# 白毛

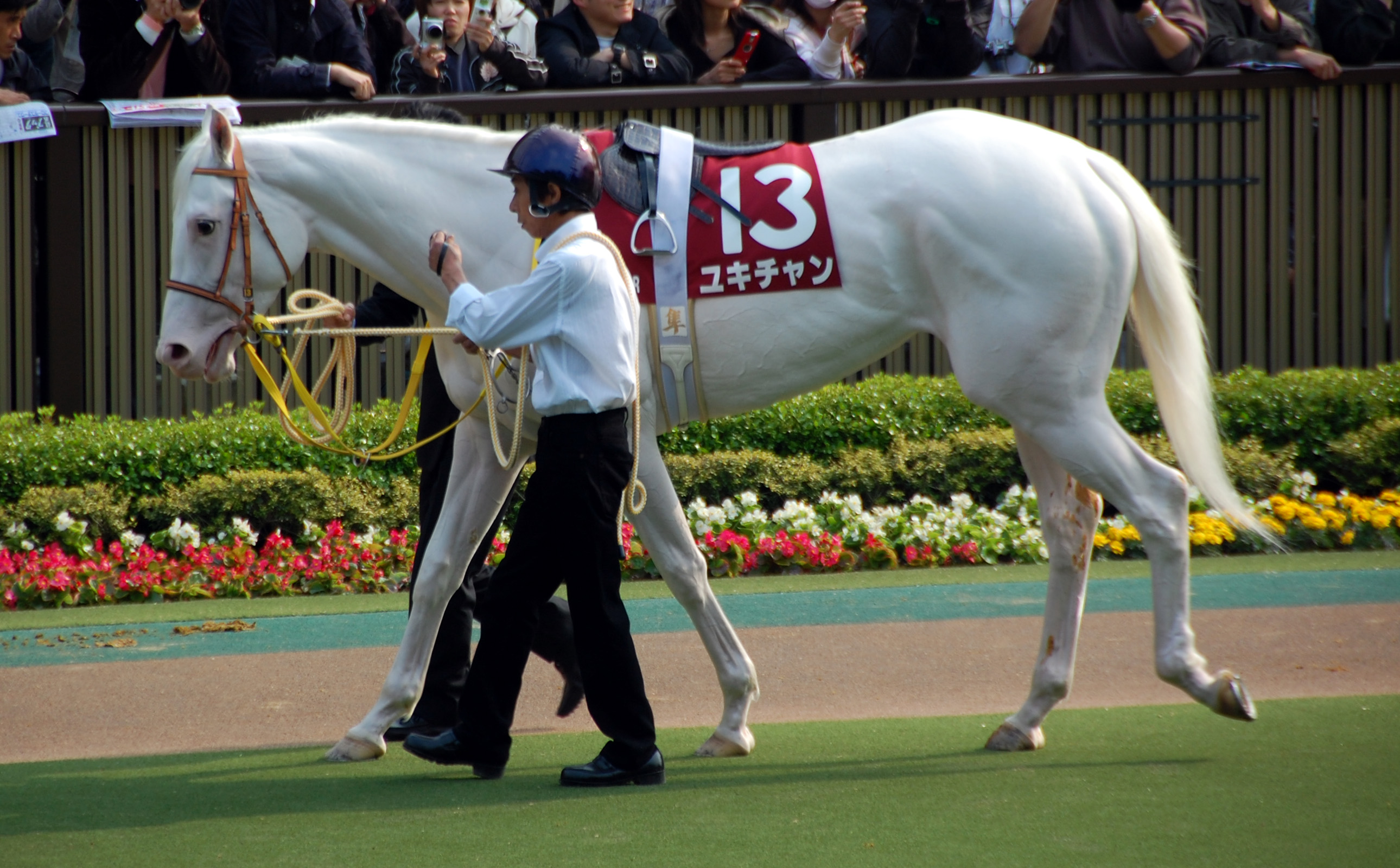
優性白毛（W14/+）

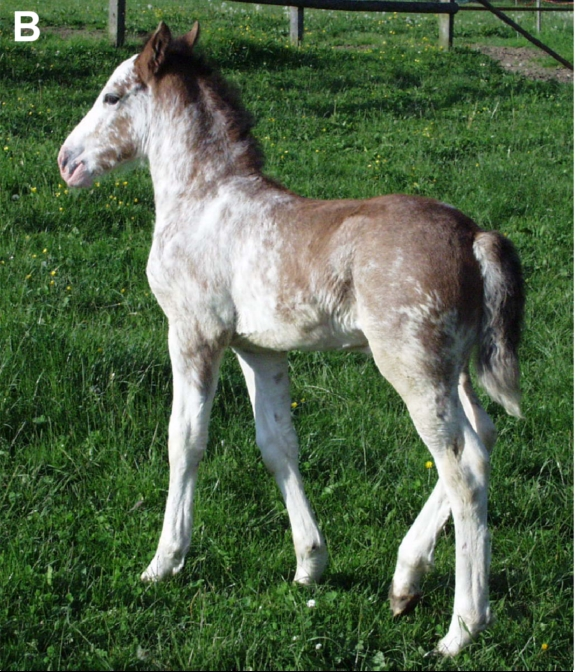
優性白毛（W1/+）
この馬は、3歳までにほぼ白毛に変化した

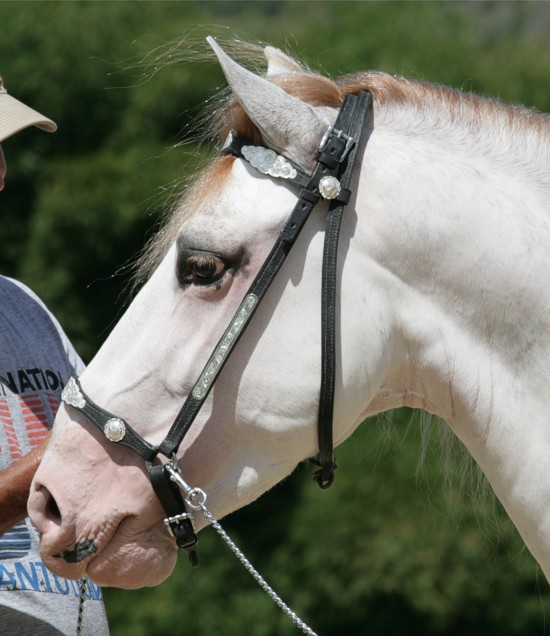
サビノ白毛（Sb1/Sb1）

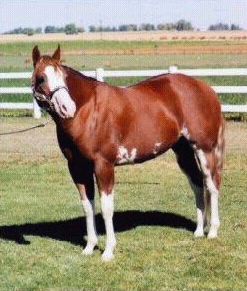
典型的なサビノ（Sb1/-）。下肢、腹部、顔に白斑がある

白毛（しろげ）は、馬の毛色の一つ。全身の毛の大半が白く、肌がピンク色の馬のこと、またはその状態そのものを指す。知られている毛色の中では最も白い毛色である。

## 特徴
全身の白い毛とピンクの肌、黒ないし茶色の目が特徴。青い目を持つと言われることもあるが稀。一部原毛色の斑が入る場合があるが、芦毛などとは異なり生まれたときから真っ白なことが多い。一方で、出生時は比較的広い範囲を原毛色の斑が覆い、加齢とともにそれらが抜けて白毛になる例もある。
似たような毛色である佐目毛との区別は比較的難しいが、白毛の方がより白く、有色毛の刺毛が生える場合が多い（佐目毛は全身ほぼ一様）。また、白毛は黒～薄青色の虹彩を持つが、佐目毛は虹彩の色素が殆ど無く、ここで区別することもできる。
白毛は白毛遺伝子やサビノ遺伝子を持つ親から生まれるが、これらの遺伝子は少ないため、結果として出現率は非常に稀となっている。また、これらの遺伝子を持たない親馬からも、ごく稀に突然変異によって生まれることがある。こうして生まれた白毛は、1896年にアメリカで生まれたWhite Crossが最初の例とされる。日本では1979年にハクタイユーで初めて登録が認められた。なお、突然変異によって生まれた白毛からも、白毛遺伝子は遺伝する。

## 発生機構
白毛の発生は、佐目毛などのようにメラニン生合成に影響を与えるものではなく、メラニン細胞の数そのものが少ないことにより起こっている。簡単にいえば、斑が全身に広がったもの、と考えてよい。遺伝的にはアルビノではなく白変種の一種であり、3番染色体に存在するKIT（受容体型チロシンキナーゼc-kitをコードする遺伝子）の変異が原因である。
c-kitは造血幹細胞やメラニン細胞幹細胞に発現するSCF（幹細胞因子）受容体で、胎生期、メラニン細胞前駆体はSCFのシグナルを受け取り、神経堤から表皮に遊走、そこで定着・分化する。KITに変異が生じると、この機構がうまく働かず、メラニン細胞が到達できなかった部位は白斑となって現れると考えられている。
こうして現れた白斑が小さければ駁毛（特にサビノ）、体の大部分を占めるものは白毛と呼ばれる。白斑の大きさは、KITにどのような変異が生じているか、ヘテロなのかホモなのかで変化する。KITの変異は20種以上のタイプが報告されており、ヘテロで白毛を引き起こすものを優勢白毛（白毛遺伝子）、ヘテロで駁毛を引き起こすものを駁毛遺伝子と呼ぶ。駁毛遺伝子の中にはホモで白毛を引き起こすものもあり、これをサビノ白毛（サビノ遺伝子）という。
なお、白斑部位にはメラニン細胞がほとんど存在しないため、白毛やぶち毛の発生は他の遺伝子に左右されることが無い。例えば、鹿毛となる遺伝子を持っていたとしても、体表面にほとんどメラニン細胞がないため、鹿毛の特徴は有色毛の斑部分や、部分的な刺毛を除き現れない。芦毛、栗毛なども同様である。ただし、佐目毛遺伝子をホモで持つ場合、目は佐目毛の特徴である薄い青色に着色する。
優性白毛
アメリカ合衆国及び日本に多いタイプである。白毛遺伝子を父母一方からの遺伝（ヘテロ接合体）することで白毛を発現する。この遺伝子は他の毛色関連遺伝子全てに対して優性であり、原毛色に関わらずこの遺伝子を持つ馬は白毛になる。
サビノ白毛
これもKITの変異型であるサビノ遺伝子によるものである。世界各地の様々な品種に稀に見られる。白毛と異なり、サビノ遺伝子は2つ（ホモ接合型）で持たなければ白毛にはならない。1つ（ヘテロ接合型）しか持たないと、サビノと呼ばれるぶち毛を発現する。
なお、KITの変異による毛色は、白毛やサビノ以外にもトビアノや粕毛が知られている。トビアノは広範な白斑を生じる斑毛の1種で、3番染色体に生じた逆位によりKITのレギュレーター領域が影響を受けたことにより白斑が生じている。これは単純な優性遺伝であり、ホモでも白毛にはならない。粕毛も同様にホモでもヘテロでも大きな変化はない。

### KITの遺伝型と表現型
| KITのタイプ | Wd / Wd         | Wd / w | W / W | W / w | Sb1 / Sb1 | Sb1 / w          | w / w        |
| 表現型      | 発生初期に死亡? | 白毛   | 白毛  | 白毛  | 白毛      | サビノ（ぶち毛） | その他の毛色 |

- ※ w:野生型KIT、Wd:白毛遺伝子（劣性致死型）、W:白毛遺伝子、Sb1:サビノ遺伝子

### 致死作用
1960年代のPulosとHuttの研究では、産駒の全てが白毛になるホモ個体が見つからないこと、マウスでの実験などから、W/Wホモ個体は発生初期に死亡すると結論付けられていた。しかし、少なくともW1/+馬の血液状態及び精液は正常で、まったく異常が無いことが確認されている。KIT突然変異のホワイトマウス（KitW-42J/+）が貧血及び雄性不妊を起こすことと対照的である。
なお、メラニン細胞には、幹細胞因子系のシグナル伝達を担うKIT以外にも、エンドセリン系のシグナル伝達を担うEDNRB（エンドセリン受容体B）と呼ばれる受容体も発現している。EDNRBのI118K変異型はヘテロでフレームオベロと呼ばれるぶち毛を引き起こすことが知られているが、この変異はホモ個体に白毛と生後数日以内の死をもたらす。

## 白毛の例
- W1（フランシュ＝モンターニュ種、Cigaleの系統） - 第15エクソンにナンセンス突然変異（c.2151C>G）。多くが体の上部に有色毛を持って生まれるが、成長とともに白化する例が多い
- W2（サラブレッド、White Beautyの系統） - 第13エクソンにミスセンス突然変異（c.1960G>A）。この系統は米ジョッキークラブに白毛を認めさせる契機となった
- W3（アラブ種、R Khasperの系統） - 第4エクソンにナンセンス突然変異（c.706A>T）
- W4（カマリロホワイトホース、Sultanの系統） - 第5エクソンにミスセンス突然変異（c.1805C>T）
- W5（サラブレッド、Puchilinguiの系統） - 白毛や様々なぶち毛を出す系統で、サビノと白毛の中間型。第15エクソンに1塩基の欠失・フレームシフト、9アミノ酸残基後に終止（c.2193delG）
- W6（サラブレッド、マルマツライブの系統） - 第5エクソンにミスセンス突然変異（c.856G>A）
- W7（サラブレッド、Turf Clubの系統） - 第2イントロンに点突然変異（c.338-1G>C）
- W8（アイスランドホース） - ヘテロで粕毛やサビノのようなまだら模様の馬を産する家系。第15イントロンに点突然変異（c.2222-1G>A）
- W9（ホルシュタイン） - 第12エクソンにミスセンス突然変異（c.1789G>AGly597Arg）
- W10（クォーターホース、Santanaの系統） - サビノとの中間型。第7エクソンに4塩基の欠失・フレームシフト、3アミノ酸残基後に終止（c.1126-1129delGAAC）
- W11（南独挽系種） - 優性白。第20イントロンに点突然変異（c.2684+1G>A）
- W12（サラブレッド） - 第3エクソンに5塩基の欠失・フレームシフト、10アミノ酸残基後に終止（c.559_563delTCTGC）
- W13（クォーターホース） - 第17エクソンにミスセンス突然変異（c.2472+5G>C）
- W14（サラブレッド、シラユキヒメの系統） - 第17エクソンに54塩基の欠失（c.2392_2445del）
- W15（アラブ種） - 第10エクソンにミスセンス突然変異（c.1597T>C）。見た目は白毛というより粕毛に近い
- W16（オルデンブルク馬） - 第18エクソンにミスセンス突然変異（c.2489A>T）
- W17（日本輓系種、ハクバビューティーの系統） - 第14エクソンにミスセンス突然変異が2か所（c.[2001A>T;2020T>C]）
- SB1（多様な品種） - いわゆるサビノ。KITの第16イントロンに生じた点突然変異（c.2350-13T>A）により、スプライス異常が起こり、第17エクソン（23アミノ酸残基）がスキップされている。ヘテロ接合体はサビノと呼ばれる独特のぶち毛になり、ホモの場合全身がほぼ白くなる
- Not Quite Whiteの系統 - サラブレッドにおける最大の白毛の系統
- ハクタイユーの系統 - 日本で白毛が認められるきっかけとなった系統
- The Opera Houseの系統 - 2006年にオーストラリアで生まれた白毛の系統

### KIT以外の遺伝子による白毛

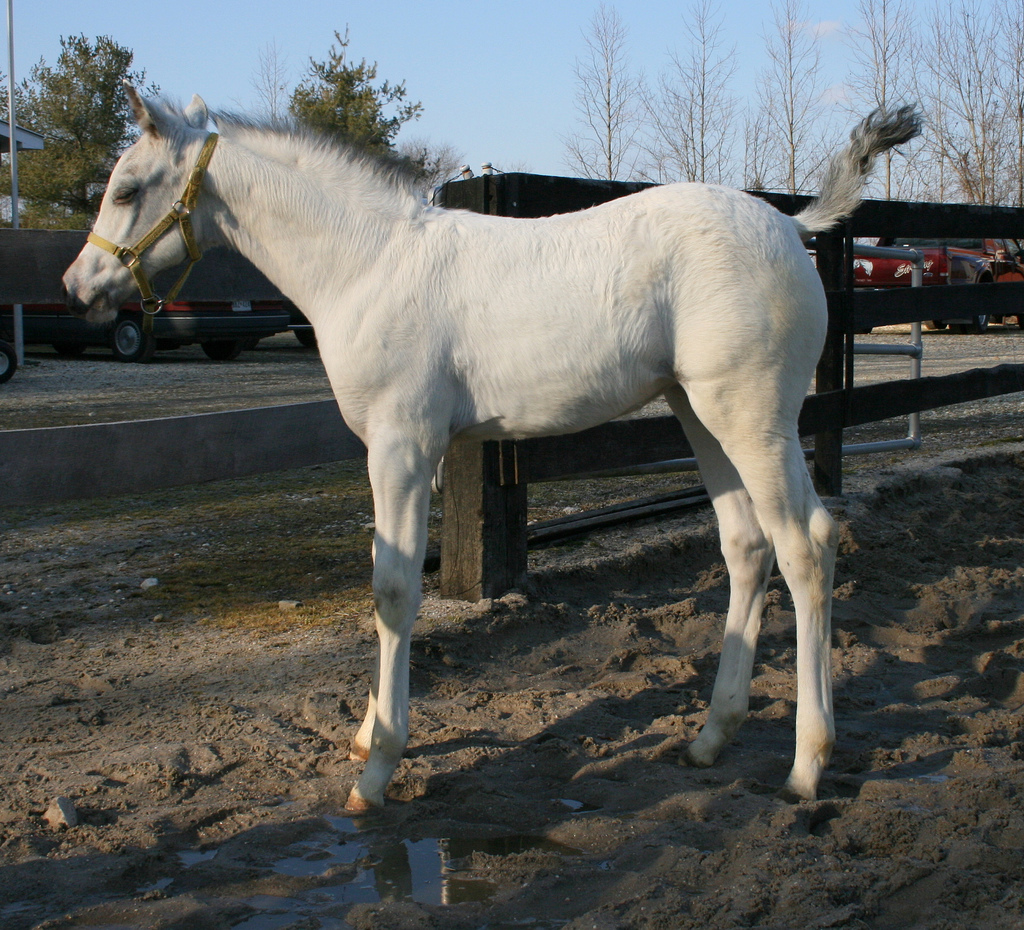
LP/LP

致死白毛
致死性白子馬症候群とも言う。エンドセリン受容体B（EDNRB）I118K変異型遺伝子（オベロ遺伝子）が原因であり、ヘテロでフレームオベロと呼ばれるぶち毛を発現する。フレームオベロ個体同士を交配すると、1/4の確率でオベロ遺伝子がホモの個体が生まれる。これは全身の白毛と、腸の神経系の欠陥が特徴で、糞便が排泄できない障害により、生後数日以内に死亡する。
LP遺伝子によるもの
レオパルドと呼ばれるぶち毛を発現するLP遺伝子（MLSN1の変異型か）をホモで持つと、これも白毛になることがある。